# Giuseppe Caruso (schermidore)
Giuseppe Caruso (fl. XIX secolo) è stato uno schermidore italiano.
Secondo moderne ricerche, Caruso, membro di una squadra di scherma di Vienna, in Austria, faceva parte della squadra italiana che si sarebbe iscritta ai Giochi della I Olimpiade. Tuttavia, la sua presenza non è documentata su alcun documento ufficiale, quindi è presumibile che non vi riuscì a partecipare, come accadde, ad esempio, a Carlo Airoldi, squalificato per non essere un dilettante.